# Stein Tønnesson
Stein D. Tønnesson, né le 2 décembre 1953, est un historien et journaliste norvégien. Il est directeur de l’Institut de recherche sur la paix d'Oslo à Oslo durant la période 2001–2009.

## Biographie
Éduqué à l’université d'Aarhus et l’université d'Oslo, il a soutenu sa thèse de doctorat en histoire à l’université d’Oslo en 1991. Ses recherches principales ont porté sur la révolution et la guerre du Viêt Nam, l'identité nationale en Asie du sud est, le conflit dans la Mer de Chine méridionale, et l’histoire du mouvement de sport en Norvège. Tønnesson a aussi travaillé comme journaliste. Il s’est intéressé en particulier ces derniers temps[Quand ?] à l’histoire globale, la mondialisation et la paix relative en Asie de l'Est depuis 1979.
Stein Tønnesson a travaillé comme professeur de développement humain au Centre for Development and the Environment (en) (SUM) de l'Université d'Oslo, et fut aussi chercheur au Nordic Institute for Asian Studies (en) (NIAS) de Copenhague.
Tønnesson a publié en français un livre en 1946 : Déclenchement de la guerre d'Indochine (L’Harmattan, 1986).
Il est le fils de Birgit Tønnesson (traductrice du français et de l'anglais) et de Kåre Tønnesson, professeur en histoire et spécialiste de la Révolution française.
Tønnesson est marié à l'écrivaine Bodil Stenseth et a un fils, Erik Watz (né en 1979).